# Championnat d'Afrique du Sud de football 2022-2023
Navigation
Édition précédente Édition suivante
La saison 2022-2023 du Championnat d'Afrique du Sud de football est la 27e édition du championnat de première division en Afrique du Sud, pour des raisons de parrainage le championnat est nommé DSTV Premiership. Les seize meilleurs clubs du pays sont regroupés au sein d'une poule unique, où ils s'affrontent deux fois au cours de la saison, à domicile et à l'extérieur. À l'issue du championnat, le dernier du classement est relégué tandis que l'avant-dernier dispute un barrage de promotion-relégation face aux meilleures équipes de National First Division, la deuxième division sud-africaine.

## Compétition
Le championnat débute le 5 août 2022 et s'achèvera le 20 mai 2023.

### Classement
Le classement est établi sur le barème de points classique (victoire à 3 points, match nul à 1, défaite à 0).
Pour départager les égalités, on tient d'abord compte de la différence de buts générale, puis du nombre de buts marqués, puis des confrontations directes.
| Rang | Équipe              | Pts | J  | G  | N  | P  | Bp | Bc | Diff |
| ---- | ------------------- | --- | -- | -- | -- | -- | -- | -- | ---- |
| 1    | Mamelodi Sundowns T | 70  | 30 | 21 | 7  | 2  | 52 | 13 | +39  |
| 2    | Orlando Pirates C   | 54  | 30 | 16 | 6  | 8  | 40 | 21 | +19  |
| 3    | SuperSport United   | 51  | 30 | 14 | 9  | 7  | 34 | 22 | +12  |
| 4    | Cape Town City FC   | 45  | 30 | 12 | 9  | 9  | 34 | 30 | +4   |
| 5    | Kaizer Chiefs       | 44  | 30 | 13 | 5  | 12 | 32 | 33 | -1   |
| 6    | Stellenbosch FC     | 40  | 30 | 10 | 10 | 10 | 39 | 38 | +1   |
| 7    | Sekhukhune United   | 40  | 30 | 10 | 10 | 10 | 24 | 27 | -3   |
| 8    | Moroka Swallows FC  | 40  | 30 | 11 | 7  | 12 | 26 | 33 | -7   |
| 9    | Golden Arrows       | 38  | 30 | 10 | 8  | 12 | 32 | 40 | -8   |
| 10   | TS Galaxy           | 35  | 30 | 7  | 14 | 9  | 28 | 22 | +6   |
| 11   | Royal AM            | 35  | 30 | 9  | 8  | 13 | 33 | 43 | -10  |
| 12   | AmaZulu             | 33  | 30 | 7  | 12 | 11 | 29 | 33 | -4   |
| 13   | Richards Bay FC P   | 33  | 30 | 8  | 9  | 13 | 20 | 30 | -10  |
| 14   | Chippa United       | 30  | 30 | 7  | 9  | 14 | 29 | 44 | -15  |
| 15   | Maritzburg United   | 30  | 30 | 7  | 9  | 14 | 24 | 40 | -16  |
| 16   | Marumo Gallants FC  | 29  | 30 | 5  | 14 | 11 | 27 | 34 | -7   |

|  | Qualification pour la Ligue des champions de la CAF 2023-2024                  |
|  | Qualification pour la Coupe de la confédération 2023-2024                      |
|  | Relégation directe en deuxième division                                        |
|  | barrage de relégation                                                          |
|  | T : Tenant du titre C : Vainqueur de la Coupe d'Afrique du Sud P : Promu de D2 |

- Sekhukhune United est qualifié pour la coupe de la confédération en tant que finaliste de la Coupe d'Afrique du Sud, l'autre finaliste, Orlando Pirates, étant déjà qualifié pour la compétition via le championnat.

### Barrage de promotion-relégation
Les barrages  opposent le 15e de première division, aux 2e et 3e de deuxième division. Les matchs se déroulent du 28 mai au 14 juin 2023.
| Rang | Équipe                 | Pts | J | G | N | P | Bp | Bc | Diff |
| ---- | ---------------------- | --- | - | - | - | - | -- | -- | ---- |
| 1    | Cape Town Spurs (D2)   | 10  | 4 | 3 | 1 | 0 | 3  | 0  | +3   |
| 2    | Maritzburg United (D1) | 7   | 4 | 2 | 1 | 1 | 4  | 1  | +3   |
| 3    | Casric Stars FC (D2)   | 0   | 4 | 0 | 0 | 4 | 0  | 6  | -6   |

- Cape Town Spurs est promu en première division[2].

## Bilan de la saison
| Championnat d'Afrique du Sud de football 2022-2023                        |                               |
| Champion                                                                  | Mamelodi Sundowns (16e titre) |
| Coupes et trophées                                                        |                               |
| Vainqueur de la Coupe d'Afrique du Sud 2022-2023                          | Orlando Pirates               |
| Qualifications continentales                                              |                               |
| Ligue des champions de la CAF 2023-2024                                   | Mamelodi Sundowns             |
| Ligue des champions de la CAF 2023-2024                                   | Orlando Pirates               |
| Coupe de la confédération 2023-2024                                       | SuperSport United             |
| Coupe de la confédération 2023-2024                                       | Sekhukhune United             |
| Promotions et relégations                                                 |                               |
| Promus en Championnat d'Afrique du Sud de football                        | Polokwane City Football Club  |
| Promus en Championnat d'Afrique du Sud de football                        | Cape Town Spurs               |
| Relégués en Championnat d'Afrique du Sud de football de deuxième division | Marumo Gallants FC            |
| Relégués en Championnat d'Afrique du Sud de football de deuxième division | Maritzburg United             |